# Literatura de Costa Rica
La literatura de Costa Rica es aquella que ha sido escrita por autores costarricenses. Históricamente, la literatura costarricense tiene antecedentes en la colonia y marcada influencia europea, por lo que la mayoría de sus obras se han producido principalmente en idioma español, aunque también se han escrito numerosas obras en otros idiomas, como inglés y francés. Al ser Costa Rica un país joven, su literatura también lo es, y se puede iniciar su historia hacia finales del siglo XIX. Entre sus mayores exponentes se encuentran Aquileo Echeverría, Carmen Lyra, Carlos Luis Fallas, Joaquín García Monge, Carlos Salazar Herrera, Joaquín Gutiérrez Mangel, Fabián Dobles, Isaac Felipe Azofeifa, Jorge Debravo, José León Sánchez y Anacristina Rossi, entre muchos otros.

## Periodización
La periodización de la literatura ha provocado confusión en algunos casos, debido a los criterios usados para definir los periodos y los nombres que se han utilizado. Para este artículo se ha tratado de hacer coincidir los mismos nombres dados por distintos estudiosos (entre ellos Carlos Francisco Monge, Rogelio Sotela, Carlos Rafael Duverrán), esto con el fin de lograr armonía entre los criterios.
Actualmente, la periodización de la literatura costarricense que tiene mayor vigencia es la propuesta por el profesor Álvaro Quesada Soto. Según este autor, desde las primeras publicaciones literarias hechas en Costa Rica a finales del siglo XIX, hasta la actualidad, pueden reconocerse cinco periodos, a los cuales tradicionalmente se les conoce con el nombre de generaciones', aunque, en el sentido estricto, dichas agrupaciones no constituyen una generación en el sentido que en literatura se le ha dado a este término.
Debe tenerse en cuenta que los distintos movimientos literarios en el mundo hispano llegan a Costa Rica tardíamente, para prolongarse aun cuando estos habían sido superados en el resto de América; también se traslapan con las nuevas modas y es común que un mismo escritor participe en varios de ellos.

### Antecedentes
Tal y como afirma el teórico literario Álvaro Quesada: "La formación de una literatura nacional en Costa Rica se asemeja, en líneas generales, a la formación de otras literaturas nacionales en los países latinoamericanos y particularmente los centroamericanos. Ese proceso forma parte de un esfuerzo más amplio, la construcción o invención de la 'nación', como una 'comunidad imaginada' más que una realidad sustantiva: esfuerzo que a su vez, responde a un proyecto de unificación y centralización del poder económico, político e ideológico, alrededor de un grupo hegemónico criollo ligado a la exportación de productos agrícolas para el mercado internacional." (Uno y los otros, San José: EUCR, 1998: 17.)
Según esto, entonces, la conformación de la literatura costarricense fue similar a la del resto de América Latina, especialmente la de Centroamérica. Y si bien ya desde el siglo XIX hay ejemplos de autores que aún hoy gozan de reconocimiento, específicamente aquellos pertenecientes a la "Lira costarricense" (recopilada por Máxximo Fernández entre 1890-1891), como Aquileo J. Echeverría o Lisímaco Chavarría; o los de la "generación del Olimpo", como Carlos Gagini y Ricardo Fernández Guardia, no es sino hasta el siglo XX que se puede hablar de una literatura más coherente y consolidada.
Durante el periodo colonial es poco lo que puede recopilarse de la literatura en aquel tiempo, la mayoría de los textos no pasan de un mero carácter epistolar y prosa administrativa. En este colonial, por decreto de Felipe II se le prohibió a los habitantes de las Indias Occidentales escribir sobre cualquier materia relacionada con la vida en la colonia. Más tarde Carlos V, en 1543 censuró la lectura de "libros de romances, que traten de materias profanas fabulosas, e historias fingidas, porque se siguen muchos inconvenientes".
Las primeras apariciones serias de actividad literaria aparecen en 1813 cuando se funda la Casa de Enseñanza Santo Tomás, cuyo primer rector, el nicaragüense, José Francisco Osejo, crea el primer periódico manuscrito en 1824. También en este periodo aparecen los primeros textos de enseñanza escritos en el país.
En 1830, varios años después de la independencia, llega la primera imprenta y aparecen los periódicos: El Noticioso Universal y La Tertulia.
Con la actividad universitaria en 1844, se incrementó la importación de libros y 15 años después San José contaba con dos librerías.
Se publican las obras de ficción de Manuel Argüello Mora (1834-1902), precursor de la narrativa costarricense. Escribió varias novelas: Un hombre honrado, Un drama en el presidio de San Lucas, Las dos gemelas del Mojón (1860) y El amor a un leproso (1900). En estas novelas intentó aprovechar la realidad histórica.
A finales del siglo XIX es posible encontrar, aunque escasa, literatura costumbrista, anécdotas pintorescas, crónicas y poemas sentimentalistas de tendencia romántica. Algunos poemas fueron recopilados en el libro "La lira costarricense" (1890-1891) compilada por Máximo Fernández.

### La generación del Olimpo o Generación del 1900 (1890-1920)

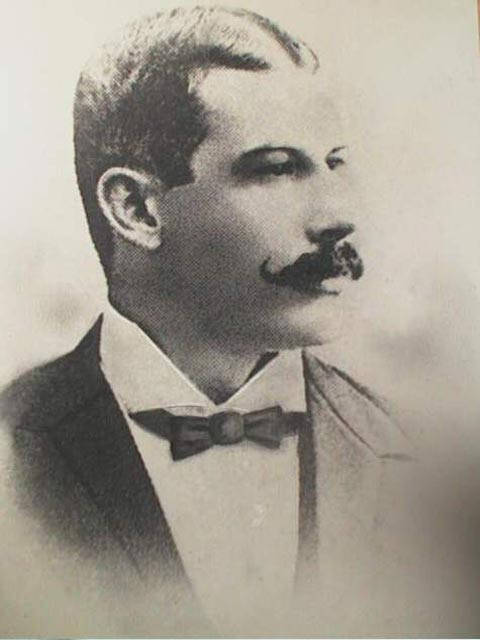
Aquileo Echeverría (1866-1909). Escritor y periodista, llamado el «Poeta de Costa Rica», su obra Concherías (1905) es considerada uno de los clásicos del costumbrismo y de la literatura nacional. Entre sus poemas más conocidos destacan Mercando leña, El curandero, Vela de un angelito y Trato frustrado, en los cuales se destaca el lenguaje coloquial del campesino costarricense.

La producción literaria en Costa Rica fue poco importante durante la época colonial y gran parte del siglo xix. La primera imprenta llegó al país en 1830 y la mayoría de los libros publicados fueron textos didácticos, políticos o religiosos, con esporádicas producciones literarias en los periódicos, predominando el cuadro de costumbres de características humorísticas, pintorescas o satíricas, a imagen del costumbrismo español.
A finales del siglo XIX, con la declaración de la República (1848), y la llegada al poder de la ideología liberal (1870), el naciente Estado costarricense se preocupa por la elaboración de un proyecto de identidad nacional asociado a la construcción de la nación, proyecto que fue viable gracias a los nuevos recursos aportados por la bonanza económica fruto de la exportación del café a Inglaterra. Con la inserción del país en el mercado internacional, ingresa al país el progreso capitalista y la modernidad europea, consolidándose una oligarquía cafetalera que consolidó su posición hegemónica mediante el control del financiamiento, beneficio y exportación del café.
La elaboración de este modelo nacional oligárquico abarcó todos los ámbitos de la sociedad costarricense: las leyes, los códigos, la educación, la vida cotidiana, el imaginario colectivo, la infraestructura. Se consolida la producción de héroes y gestas, himnos patrióticos, monumentos e instituciones, la formación de una historia, una mitología, una cultura y una literatura nacionales. Se inauguran los monumentos a la memoria de la Campaña Nacional de 1856-1857: la estatua de Juan Santamaría (1891), el Monumento Nacional (1895). Se fundan las instituciones encargadas de fomentar la cultura y el patrimonio nacionales: Archivo Nacional (1881), Museo Nacional (1887), Biblioteca Nacional (1888), Teatro Nacional (1897). Se urbaniza la ciudad de San José, capital del país, que ya para finales del siglo xix contaba con alumbrado y tranvía eléctricos, telégrafos, teléfonos, ferrocarriles, etc.
Este proceso de modelo nacional fue impulsado por un grupo de intelectuales, políticos, maestros, historiadores y escritores que los autores de Costa Rica han denominado como «El Olimpo», grupo al que pertenece la primera generación de escritores costarricenses, los cuales han venido a ser considerados como los clásicos de la literatura nacional.

#### El costumbrismo
El primer movimiento literario será el costumbrismo. Este movimiento estará vigente desde mediados del siglo XIX y se prolongará hasta varias décadas del siglo XX. Inicialmente los escritores de aquella época, harán una narrativa descriptiva y focosa sobre sus vecinos y la vida agrícola; esto debido a que la región central donde está ubicada la capital, no es un centro urbano e industrial, sino una serie de pequeños barrios rodeados de solares y plantaciones de café. Luego el costumbrismo mostrará más madurez con obras como "La propia" de Manuel González Zeledón (Magón) y "El moto" de Joaquín García Monge. Esta última logra amalgamar el realismo con el costumbrismo, la elegancia del lenguaje literario con el lenguaje local de los campesinos.

#### La polémica
En 1894, se desarrolla en Costa Rica una polémica sobre la identidad de la literatura costarricense, conocida como "la polémica sobre el nacionalismo en literatura". Ricardo Fernández Guardia consideraba que los temas de los escritores nacionales bien podían estar inspirados en la tradición extranjera, básicamente europea; mientras que Carlos Gagini consideraba que la literatura "tica" debía enfocar asuntos propios de los costarricenses.

#### Escritores del Olimpo
Nacidos entre 1850 y 1860, figuran entre estos escritores:
- Manuel Argüello Mora (San José, 1834-1902) fue narrador, ensayista, periodista, político y abogado. Su literatura se enmarca dentro del realismo literario. Está considerado el fundador de la novela costarricense y fue uno de los grandes impulsores de la literatura nacional. Publicó cuentos, novelas cortas, crónicas históricas, novelas históricas y novelas costumbristas, y se le ha considerado un escritor romántico. Entre sus obras están Elisa Delmar y La trinchera (1899), La bella heredera, El amor de un leproso (1900) y Un drama en el presidio de San Lucas. Fue sobrino y protegido de Juan Rafael Mora.

- Pío Víquez (Cartago, 1850-1899) fue poeta y periodista. Sus escritos abordan distintos géneros: epitalamios, descripciones de la naturaleza, necrologías, artículos políticos, polémicas, crónicas sociales, relatos de viajes y poesías, que se caracterizan por su ingenio, humor e ironía.[1] Fue fundador del diario El Heraldo, de gran influencia durante el siglo xix. El Premio Nacional de periodismo de Costa Rica lleva su nombre.

- Manuel de Jesús Jiménez Oreamuno (Cartago, 1854-Alajuela, 1916) fue político e historiador, profesor de historia, geografía, literatura, religión y moral, y destacó en los campos de historia, oratoria, escritura, política y literatura. Escribió principalmente relatos históricos, cuadros de costumbres y cuentos cortos. También escribió una novela, Doña Ana de Cortabarría (1902), ambientada en Cartago en 1644 y donde utiliza como pretexto el triángulo amoroso para describir las costumbres de los criollos y españoles de la época. Además, escribió buen número de crónicas. Fue hijo de Jesús Jiménez Zamora y hermano de Ricardo Jiménez Oreamuno, ambos presidentes de la república.[1]

- Jenaro Cardona (1863-1930), fue escritor, diplomático y empleado público. Inició su carrera literaria como poeta pero la finalizó con dos de las más importantes novelas de la generación: El primo (1905) y La esfinge del sendero (1906),[1] obras en las que expone el motivo erótico como amenaza para las tradiciones y costumbres oligárquicas nacionales de la época.[2]

- Manuel González Zeledón (San José, 1864-1936), conocido como Magón, fue un notable cuentista y autor de cuadros de costumbres, los cuales reflejan la vida y personalidad del pueblo costarricense de finales del siglo xix. Entre sus obras principales están La propia (1909), novela modernista donde plantea la ruptura del idilio campesino, y El clis de sol (1871), su cuento más conocido. El premio nacional de cultura de Costa Rica lleva su nombre.[3]

- Carlos Gagini (San José, 1865-1925) fue filólogo, educador y escritor de novelas, cuentos, teatro y zarzuelas. Se distinguió en el campo lingüístico y narrativo, aunque también escribió poesía. Fue defensor del positivismo y aguerrido antiimperialista. Sus novelas La caída del águila (1918) y El árbol enfermo (1920) advierten sobre el peligro de la influencia extranjera y vaticinan su fin. Se le considera una de las figuras más destacadas de la historia literaria, filológica e intelectual del país.[1]

- Aquileo Echeverría (San José, 1866 - Barcelona, 1909), fue escritor, poeta, periodista, empleado público y bohemio, es considerado el Poeta Nacional de Costa Rica. Su obra más reconocida es Concherías (1905), colección de poemas costumbristas que procuran la estilización del lenguaje oral y las tradiciones populares y campesinas, donde refleja el alma de la vida campesina costarricense, y a la cual se le considera una de las obras literarias más importantes de la historia del país, surgida en una época donde se buscaba la consolidación de la identidad nacional. Los premios nacionales de arte de Costa Rica llevan su nombre.[3]

- Ricardo Fernández Guardia (Alajuela, 1867- San José, 1950) fue historiador, escritor, político y diplomático. Escribió numerosas obras históricas (El descubrimiento y la conquista, Cartilla histórica de Costa Rica, Crónicas coloniales, Reseña histórica de Talamanca, Morazán en Costa Rica, etc), literarias (Hojarasca, Cuentos ticos), ensayos (El mensaje de 1916) y una de las primeras obras de teatro de la historia de Costa Rica, Magdalena (1902), la cual plantea el conflicto entre el país y el extranjero, y lo vincula con los temas de la familia, el matrimonio y la mujer. Sus obras se enmarcan dentro del realismo literario. Es considerado uno de los padres de la historiografía moderna de Costa Rica.

A pesar de que esta narrativa coexiste durante el modernismo, escritores como Carlos Gagini y otros proponen una narrativa de carácter, forma y contenido opuesto: con un fuerte carácter nacionalista (antiimperialista), no busca paisajes remotos, ni personajes de fábula y su contenido las convierte en las primeras obras de denuncia social, contra la actitud moral y ética de los viejos valores del periodo oligarca y los nuevos valores importados por los empresarios, especialmente estadounidenses, y el 'entreguismo' de los gobernantes locales, que comienzan a sentirse en aquel entonces. Toda esta crítica no llega, sin embargo a tomar el cuerpo de oposición política.

### La generación del Repertorio Americano o Vanguardia (1920-1940)
Denominada de esta forma por encontrarse ligada a la revista Repertorio Americano de Joaquín García Monge. Durante este período se da la crisis del régimen oligárquico liberal, por eso la literatura de esta época se caracteriza por presentar nuevas formas discursivas, como el estilo grotesco, el humor feroz y corrosivo, la parodia y la sátira. La juventud de esta generación coincide con la madurez de los escritores de la generación anterior. Diversos hechos históricos ocurren en este periodo que van a influenciar la temática de los escritores del Repertorio Americano: la formación del Enclave Bananero en el Atlántico de Costa Rica a manos de la United Fruit Company; la crisis de 1914 y la Primera Guerra Mundial; las reformas tributarias impulsadas por el gobierno de Alfredo González Flores (1914-1917) y la dictadura de Federico Tinoco (1917-1919) luego de este derrocase a aquel; diversas revoluciones en otras latitudes del mundo, como la Revolución Mexicana y la Revolución Rusa; y el creciente intervencionismo de los Estados Unidos en los países de Centroamérica y el Caribe.
También es durante este periodo, hacia los años 1930 y '40, que una nueva generación de escritores, sobre todo poetas, marcará nuevos rumbos para las letras. Tal es el caso de los poetas Isaac Felipe Azofeifa y Eunice Odio. En general la crítica sobre las letras hispanoamericanas habían desconocido el hecho de que también en Costa Rica hubo un movimiento de vanguardia, si bien de menor alcance que los de otras latitudes y de escasa influencia internacional. Junto a los nombres de Azofeifa y Odio se encuentran también algunos nombres de importancia: Max Jiménez, José Marín Cañas, Francisco Amighetti entre otros más. Coincide su producción literaria con el vanguardismo en las artes visuales, llevado adelante por artistas como Francisco Zúñiga, el mismo Amighetti, Juan Manuel Sánchez, Juan Rafael Chacón.

#### Escritores modernistas
La literatura de inicios de siglo marcará una nueva etapa en la producción costarricense. En este momento, la influencia modernista hispanoamericano no fue muy fuerte a pesar de la brevísima estadía de Rubén Darío en el país, donde trabajó, escribió poemas destacados y publicó artículos en la prensa local. El modernismo no fue tan determinante como en otros países latinoamericanos; en todo caso, llegó con atraso especialmente en la poesía.
El modernismo se percibe mezclado con temas nacionalistas tanto en escritores que estaban en favor del modernismo (Fernández Guardia) como en los que estaban en contra (Gagini y Magón por ejemplo).
Es posible notar un giro en el discurso de la literatura modernista de Costa Rica a partir de los años 1920, cuando los nuevos escritores dejan de lado la idealización de un mundo europeizado, que predicó la generación anterior y se centran en una realidada más inmediata e interiorista. Así inicia el "post modernismo" o "modernismo tardío". Esto da como resultado que cada vez sea más difícil encontrar ambientes y personajes la mitología grecorromana, germánica, etc., que anteriormente fueron tan comunes. Los nuevos modernistas (posmodernistas) continuaron usando el consabido estilo preciosista, esta vez con otro contenido.
Sobresalen en este periodo poetas como Roberto Brenes Mesén, Rogelio Sotela, Lisímaco Chavarría, Rafael Cardona, Rafael Estrada, Carlos Luis Sáenz y Julián Marchena. Este último uno de los más recordados a pesar de haber escrito un único libro, llamado "Alas en fuga", publicado en 1941 y reeditado en 1965, cuando el modernismo había perdido vigencia en el resto de países hispanos.
- Rafaela Salvadora Contreras Cañas (San José, 1869 - San Salvador, 1893), primera escritora Modernista Costarricense, fue cuentista y poetisa. Publicó cuentos narrativos (Las ondinas, Humanzor, Violetas y palomas, Mira la oriental, La turquesa, El oro y el cobre) y prosa poética (La canción del invierno, Sonata). Su literatura sigue las pautas del modernismo: la belleza de la lengua, la imaginería poética, el gusto por lo exótico, el tratamiento fantástico del tema, con preferencia personal de incorporar la música como parte integral del argumento. Fue la primera esposa de Rubén Darío.
- Rafael Ángel Troyo (Cartago, 1870-1910) fue poeta, novelista, cuentista y músico. Se le considera el introductor del modernismo en Costa Rica, en una época donde la literatura nacional estaba influenciada por la tradición nacionalista. De cómoda posición económica, viajó por Europa y Estados Unidos viviendo una vida bohemia, para luego establecerse en su natal Cartago, donde compartió con otros artistas como Darío y José Santos Chocano. Poeta romántico de poesía lírica y prosa poética, entre sus obras están Corazón joven (1904) y Poemas del alma (1906). Se le considera una de las figuras más excelsas de la cultura costarricense.
- Lisímaco Chavarría (San Ramón, 1878-1913) fue poeta, pintor y escultor. De orígenes humildes, fue relojero, bibliotecario y maestro de escuela. Su vida fue muy difícil: le tocó enfrentar la pobreza y el menosprecio de sus congéneres por su origen campesino, Esta lucha se refleja en sus poemas, de lenguaje claro y excelso, en los cuales refleja lo más profundo del ser costarricense y el alma nacional. Entre sus poemas destacan Orquídeas (1904), Nómadas (1906), Poema del agua (1909) y El árbol del sendero.
- Roberto Brenes Mesén (San José, 1874-1947) fue educador, poeta, novelista y periodista, considerado uno de los intelectuales más influyentes en la cultura nacional de su tiempo. Su poesía es de carácter lírico y filosófico. Su literatura se enmarca dentro del modernismo, debido al lenguaje escogido de sus obras. Se destacan entre ellas En el silencio (1907), Hacia nuevos umbrales (1913), Voces del Angelus (1916), Pastorales y jacintos (1917), Los dioses vuelven (1928) y Poemas de amor y muerte (1943). Su única novela fue Lázaro de Betania.

#### Escritores realistas
- Joaquín García Monge (Desamparados, 1881-1958) fue escritor y educador. Escribió las que se consideran las primeras novelas de la literatura costarricense: El Moto y Las hijas del campo, publicadas en 1900, en las cuales se despelleja la vieja sociedad rural y oligárquica de los gamonales. Fue fundador de la revista Repertorio Americano, que se convirtió en importante foro de discusión para la intelectualidad latinoamericana del periodo, y cuya influencia fue continental.
- Omar Dengo (San José, 1888 - Heredia, 1928) fue escritor, filósofo, periodista, humanista, abogado y educador. Autor de ensayos y artículos donde expone su pensamiento sobre la pobreza, las injusticias sociales, las bondades, los vicios y las limitaciones de la sociedad costarricense. Como formador de los primeros docentes de Costa Rica, es una de las figuras más destacadas de la cultura nacional.
- Carmen Lyra (San José, 1887 - Ciudad de México, 1949) fue escritora, política, activista y educadora. Es la fundadora de la tendencia realista en la literatura de Costa Rica. Su obra más importante, Cuentos de mi tía Panchita (1920) es uno de los clásicos de la literatura nacional, puesto que, basándose en cuentos de la tradición oral universal, pero adaptados a la cultura y la realidad costarricense de la época. Otras obras importantes suyas son Bananos y hombres y En una silla de ruedas.
- Mario Sancho Jiménez (Cartago, 1889-1948) fue ensayista y educador.
- Max Jiménez (San José, 1900 - Buenos Aires, 1949) fue escritor, pintor, escultor y periodista. Una de los artistas más consagrados y polifacéticos de la historia nacional, precursor del abstraccionismo en las artes plásticas de Costa Rica. Su obra literaria más importante es El domador de pulgas.
- José Marín Cañas (San José, 1904-1980) fue escritor, comerciante, empresario, agricultor, ganadero, músico y periodista. Sus novelas El infierno verde (1935) y Pedro Arnáez (1942) introdujeron en la novelística costarricense nuevos modelos de subjetividad y de relación entre la conciencia y el mundo.
- Francisco Amighetti (San José, 1907—1998), fue un pintor, grabadista y escritor. Reconocido como uno de los artistas plásticos más importantes del país, también escribió varios libros de gran sensibilidad, principalmente poesía y libros autobiográficos. Poesía (1936), Francisco en Harlem (1947), Francisco en Costa Rica (1961).
- Isaac Felipe Azofeifa (Heredia, 1909—San José, 1997) fue poeta, docente y político.
- Eunice Odio (San José, 1919-1974), fue poeta.

### La generación del 40 (1940-1960)

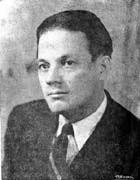
Carlos Luis Fallas (1909-1966). Escritor y dirigente político, es uno de los autores más emblemáticos de Costa Rica, y su novela Mamita Yunai, una de las más importantes de la literatura costarricense.

Dentro de esta generación figuran los narradores Carlos Luis Fallas (1911-1966), Adolfo Herrera García (1914-1975), Yolanda Oreamuno (1915-1956), Fabián Dobles (1918-1997), Joaquín Gutiérrez Mangel (1918-2000); los poetas Francisco Amighetti (1907-1998), Arturo Echeverría Loría (1909-1966), Fernando Centeno Güell (1908-1993), Isaac Felipe Azofeifa (1909-1997), Alfredo Cardona Peña (1917-1997), Eunice Odio (1919-1974); y los ensayistas Luis Barahona (1912-1987) y Rodrigo Facio (1917-1961).
La década de 1940 es una época de cuestionamientos y renovaciones, de importantes reformas sociales en Costa Rica (como las Garantías Sociales) y de un nuevo concepto de Estado. Los principales temas que tratan las obras literarias de este tiempo son la problemática social, la distribución de la tierra y la dependencia de las compañías transnacionales. Gran parte de los textos de esta generación buscaron un apoyo a las nuevas revaloraciones críticas, revolucionarias o reformistas, surgidas del complejo entramado ideológico y político de la época, caracterizada por el surgimiento de gran cantidad de ideologías a partir de la Segunda Guerra Mundial y el inicio de la Guerra Fría: liberalismo, fascismo, comunismo, capitalismo, socialismo, democracia, dictadura, etc. Existieron visiones contrapuestas de estos conceptos según el punto de vista ideológico: el liberalismo, por ejemplo, podía ser visto como símbolo de la libertad y democracia o bien, como símbolo de desigualdad social y explotación; el comunismo podía verse como símbolo de lucha contra la desigualdad y la explotación o como símbolo de dictadura y totalitarismo, y así por el estilo. En Costa Rica, en 1940, el modelo liberal de la vieja república cafetalera había caído en crisis, lo que produjo el surgimiento de nuevas ideas de reforma política y social. Es la época en que aparecen la ideología socialcristiana del presidente Rafael Ángel Calderón Guardia y sus reformas sociales; del comunismo costarricense, encabezado por Manuel Mora Valverde, e ideología que jugó un papel fundamental en gran parte de la organización de los movimientos sociales y populares de la época, y a la que se acercaron gran cantidad de autores nacionales de la época, como Joaquín Gutiérrez, Carlos Luis Fallas y Carmen Lyra; y de la socialdemocracia, encarnada primeramente por el Centro de Estudio de los Problemas Nacionales y posteriormente por el partido Liberación Nacional, con importantes ideólogos como Carlos Monge Alfaro y Rodrigo Facio.
El realismo será la consigna de los novelistas de la generación de 1940. Sus obras se caracterizan por una visión crítica de la sociedad y la imagen de una integración problemática del sujeto en un orden social represivo y enajenante. En sus novelas se lanzas a la búsqueda de un nuevo orden mediante formas inéditas de integración del sujeto o de reordenamiento del mundo, buscando nuevos modelos que permitan la transformación del viejo orden y nuevas formas de convivencia social. Uno de los motivos principales es el viaje, que será tema predominante en casi todas las novelas de esta generación. El escenario ya no se limitará al Valle Central de Costa Rica, sino que se introducen nuevas zonas geográficas, como las costas del Pacífico, el Caribe, Talamanca y Guanacaste. El motivo del viaje casi siempre será la transgresión de fronteras, el contacto con las regiones periféricas del país, excluidas de la imagen oficial de la nación, por lo que se incorporan personajes de los grupos sociales marginados en papeles protagónicos, pasando a convertirse en héroes literarios: campesinos, clases medias, trabajadores urbanos y bananeros, mujeres, negros, indígenas. La oligarquía cafetalera y la ideología liberal, que los intelectuales de la generación del Olimpo se habían encargado de elevar como abanderados del progreso y la civilización, pasan a convertirse en los antihéroes y villanos. La fe liberal en el mercado como motor de las relaciones sociales pasa a convertirse en la causa de la desigualdad social, la pobreza y la concentración del poder en manos de una élite oligárquica que margina a las clases populares y entrega al país al capital extranjero, personificado en la multiforme United Fruit Company.
- Moisés Vincenzi Pacheco (Tres Ríos, 1895-1964), filósofo y escritor
- José Basileo Acuña Zeledón (San José, 1897 - 1992), poeta y ensayista.
- Julián Marchena (San José, 1897-1995)
- Carlos Luis Sáenz  (Heredia, 1899-1983), escritor, poeta, político y educador
- José Marín Cañas (San José, 1904-1980),
- Carlos Salazar Herrera (San José, 1906-1980), escritor, escultor, dibujante, periodista y grabadista
- Isaac Felipe Azofeifa (Santo Domingo de Heredia, 1909-1997), poeta, docente y político.
- Carlos Luis Fallas (Alajuela, 1909-1966), novelista y político.
- Yolanda Oreamuno (San José, 1916-1956),
- Fabián Dobles (Belén, 1918-1997), poeta, novelista y cuentista.
- Joaquín Gutiérrez (Limón, 1918-2000), ajedrecista, periodista, cronista de guerra, novelista, cuentista, poeta, traductor, editor, profesor universitario y político.

### La generación urbana (1960-1980)
Durante este tiempo se concreta en Costa Rica un proceso de modernización e industrialización. En la literatura de esta época aparece como temática predominante la ciudad.
El Círculo de poetas turrialbeños, fue fundado por los poetas de la ciudad de Turrialba Jorge Debravo, Marco Aguilar y Laureano Albán, a inicios de los años 60. Luego cambiaron su nombre a Círculo de poetas costarricenses. Este grupo de poetas publicó el poco célebre, Manifiesto trascendentalista (1977), firmado por Laureano Albán, Julieta Dobles, Carlos Francisco Monge y Ronald Bonilla. Sobre este mismo tema, Carlos Francisco Monge escribió el ensayo "Un manifiesto veinte años después"(1997), incluido en su libro La rama de fresno (1999). Dicho manifiesto propone un alejamiento de la poesía social, que tanto caracteriza a Jorge Debravo; a cambio de una forma más ligera, abstracta y plena de metáforas; además se atreve a proponer el papel que debe seguir el poeta. La puesta en práctica del método trascendentalista no ha logrado influir la literatura fuera del grupo que la propuso, aun así este documento tiene el mérito de ser el primero de su tipo publicado en Costa Rica. El Círculo de poetas costarricenses sigue activo hasta la fecha.
En la década de los años 70, un grupo de novelistas criticaron el agotamiento del proyecto político llevado adelante tras la fundación de la Segunda República que siguió al fin de la guerra civil de 1948. En algunos libros este grupo de escritores es mentado como generación de los 70, e incluye a autores como:
- Carmen Naranjo (Cartago, 1928 - San José, 2012)
- Gerardo César Hurtado
- Quince Duncan
- Alfonso Chase
- Alberto Cañas Escalante (San José, 1920 - 2014)
- Jorge Charpentier
- Daniel Gallegos (San José, 1930 - 2018)
- Virginia Grutter (Puntarenas, 1929 — 2000)
- Eunice Odio (San José, 1919 - Ciudad de México, 1974)
- Samuel Rovinski (San José, 1931 - 2013)
- José León Sánchez
- Laureano Albán
- Julieta Dobles
- Jorge Debravo (Turrialba, 1938 - San José, 1967)
- Francisco Zúñiga Díaz (Puntarenas, 1931 - San José, 1997)

### La generación del desencanto (1980-2015)

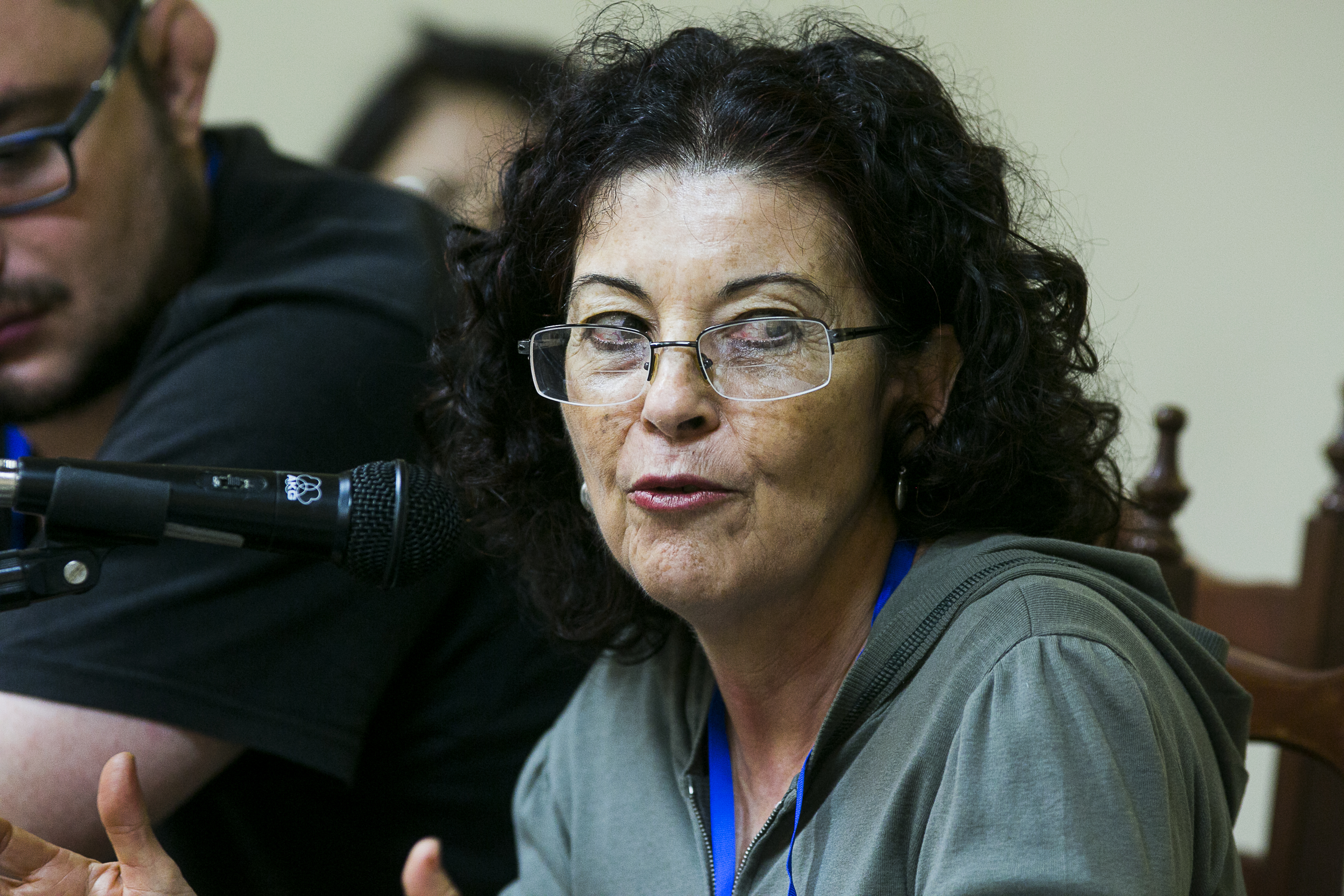
Anacristina Rossi (1952). Autora de obras como Limón Reggae, María la noche y La loca de Gandoca, es una de las escritoras costarricenses destacadas de la "generación del desencanto", que marca la aparición de nuevas formas de escritura en la literatura costarricense.

A partir de los años ochenta, surge un nuevo periodo en la literatura costarricense. Durante esta época se produce un alejamiento de las tendencias que han caracterizado la literatura de Costa Rica desde sus inicios, en particular, se abandona el realismo, lo cual repercute en la aparición de nuevas formas de escritura. Esto ha provocado que la literatura costarricense actual presente una pluralidad de estilos, tiempos y espacios. Sin embargo, como la temática de las obras parece enmarcase dentro de un mismo contexto: el desencanto con el modelo de Estado promovido por los políticos costarricenses. Además los cambios políticos en el orbe han provocado cambios en la temática de fondo, por llamarlo así. En esta literatura predomina el ambiente urbano, pero ya no plantea soluciones políticas ni sociales, como lo hiciera el realismo social durante la época de la Guerra Fría.
Dentro de los principales textos y temas encontramos el deseo de exteriorizar el mundo interior y hacer el mundo exterior. Vemos una preocupación por las minorías. Los “parias” de la sociedad costarricense (burócratas arruinados, criminales, homosexuales y prostitutas), se hacen dueños de la narrativa de autores importantes.
- Entre los escritores nacidos antes de 1965 que han publicado obras después de 1990 se encuentran Jorge Arturo, Tatiana Lobo, Linda Berrón, Carlos Francisco Monge, Adriano Corrales Arias, Anacristina Rossi, Fernando Durán Ayanegui, Francisco Rodríguez, Osvaldo Sauma, Guillermo Fernández Álvarez, Rodrigo Soto, Carlos Cortés, Vernor Muñoz, Uriel Quesada, Ana Istarú, Fernando Contreras Castro, José María Zonta, José Ricardo Chaves, Dorelia Barahona, Alexánder Obando y Rodolfo Arias Formoso.

- Por otro lado, tenemos escritores nacidos después de 1965, y que han publicado con posterioridad a 1990. Entre ellos se incluyen los siguientes poetas:  Nidia Marina González, Mauricio Molina Delgado, Luis Chaves, Carlos Manuel Villalobos, María Montero, Melvyn Aguilar, Gustavo Solórzano Alfaro, Alfredo Trejos, Joan Bernal, Cristian Marcelo, Mauricio Vargas Ortega, Alejandra Castro, Camila Schumaher, David Cruz, Alejandro Cordero, William Eduarte, Diego Mora y Juan Carlos Olivas, entre otros. Dentro del grupo de narradores nacidos con posterioridad a 1965 se puede mencionar a Mauricio Ventanas, Catalina Murillo, Manuel Marín Oconitrillo, Alí Víquez Jiménez, Marco Castro, Mario León, Z.Champlin, Guillermo Barquero, Antonio Chamu, Jesús Vargas Garita, Gustavo Adolfo Chaves, Alexander Anchía Vindas,Carlos Alvarado Quesada, Albán Mora, Mauricio Chaves Mesén, Mirta González Suárez.